# I. Albert belga király
I. Albert (1875. április 8. – 1934. február 17.), Belgium harmadik királya. Születésekor az Albert Léopold Clément Marie Meinrad nevet kapta. Fülöpnek, Flandria hercegének második fia volt. Nagybátyjának, II. Lipót királynak halála után, legközelebbi hozzátartozójaként örökölte a trónt. Nagyapja, I. Lipót volt a független Belgium első uralkodója.
Kiemelkedően népszerű uralkodó volt, akit nemcsak hazájában, de szerte a világon nagy tiszteletnek örvendett.

## Élete

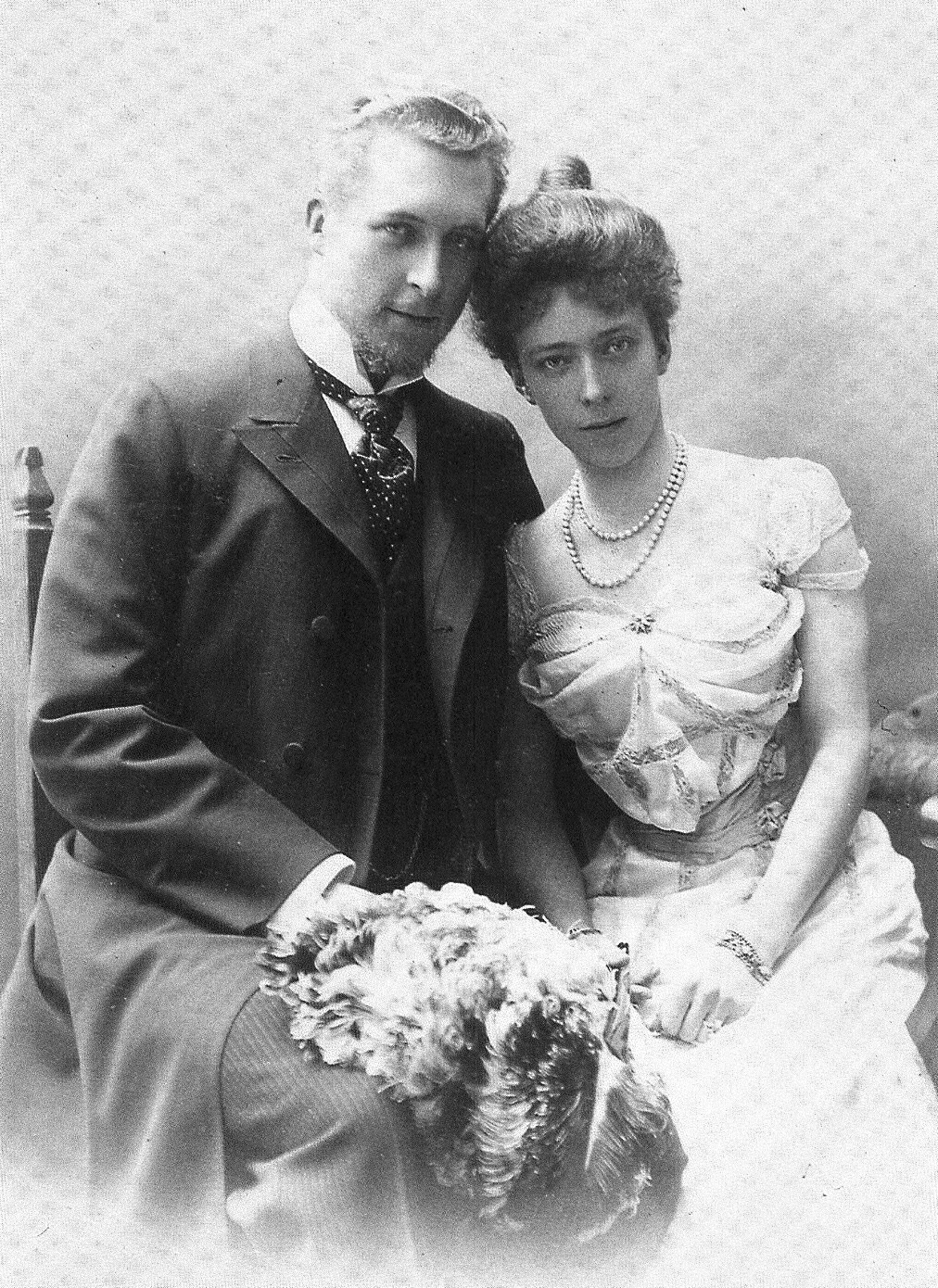
Albert és Erzsébet eljegyzési fényképe

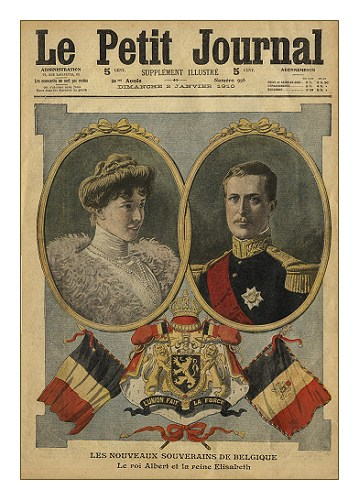
Albert király és Erzsébet királyné egy korabeli színes napilap címlapján, 1910-ben

Bár Albert csak a második fia volt apjának, de bátyja, Balduin belga királyi herceg 1891-ben 22 éves korában elhunyt, ezzel Albert herceg az apja után harmadik lett a trónöröklési sorrendben. Apjának 1905-ös halálakor kinevezték Flandria grófjává és a trón közvetlen örökösévé, mivel nagybátyjának, II. Lipót belga királynak egyetlen törvényes fiúutóda sem maradt életben. II. Lipót király 1909-es halála után Albert herceg örökölte Belgium trónját.  
1909. december 23-án tette le az alkotmányos esküt.

### Az első világháborúban
Albert a háború kitörésekor átvette a belga hadsereg irányítását és katonáit az Yser (IJzer) folyó mentén kiépített lövészárkokból irányította, miközben a belga kormány Le Havre-ba menekült. Albert természetesen értesült a német inváziós tervekről, de Belgium semlegessége miatt nem fegyverkezhetett szabadon. A háború előtt Berlinbe látogatott, és amikor értesítették a Kaiser terveiről, miszerint Belgiumon keresztül szándékozik lerohanni Franciaországot, csak annyit válaszolt: „Egy nemzet uralkodója vagyok, nem egy úté!”.
1914 augusztusában a király főhadiszállását áthelyezték a Korbeek-Lo közelében található Kasteel de Dieudonné-ba, de Dieudonné báró kastélyába. A király augusztus 5. és 19. között tartózkodott itt, utána a német tüzérségi támadások miatt a kastély teljesen leégett.
1914. októberére a belga hadsereg súlyos veszteségeket szenvedett és általános visszavonulásban volt, amikor a francia kormány képviselője, Paul Pau tábornok, az Elzászi Hadsereg parancsnoka  azt javasolta Albertnek, hogy húzódjon vissza francia területre, a Calais–Saint-Omer vonal mögé.
A belgák, brit és francia csapatokkal megerősítve sikeresen állították meg a németek előrenyomulását a Marne folyó vonalán, majd a szeptember 5-én kezdődő ellentámadásban visszaszorították a németeket. Albert végig csapatai élén állt, vezette őket Antwerpen ostromában, illetve az Yser folyó mentén vívott csatákban.
Albert a szövetségesek nyomásának ellenállva megtartotta a belga csapatok parancsnokságát és nem olvasztotta be katonáit a brit vagy francia haderőbe. Csak a háború végére adta be derekát és cserébe a szövetséges Flandria Hadseregcsoport parancsnoka lett, amelyet belga, brit és francia csapatok alkottak.
A háború során nagy személyes bátorságról tett tanúbizonyságot, gyakran látogatta a frontvonalat, hogy a csapatokat megszemlélje és a védekezést megszervezze. Olyan mendemondák kezdtek elterjedni, hogy egy német sem mert a királyra lőni, hisz Albert rokonságban állt  II. Vilmos német császárral,  és a német katonák büntetéstől tartottak, ha Albertnek baja esne. (Közben Erzsébet királyné sem tétlenkedett. Egy ápolónőkből álló csapatot szervezett és maga is nővérként szolgált. A királyi pár fia, Lipót herceg szintén eleget tett hazafias kötelességének. Bár csak 14 éves volt a háború kezdetekor, mégis engedélyt kapott apjától, hogy a háború alatt közlegényként szolgálhasson.)
A háború végén Albertet hősnek kijáró fogadtatásban részesítették, amikor bevonult a felszabadított Brüsszelbe.
1918. november 22-én elhangzott trónbeszédében jelentős reformokat jelentett be. Az általános választójog bevezetését. A két nemzeti nyelv: a flamand és a vallon egyenlőségét. A szakszervezetek jogainak elismerését. A szociális jogok kiterjesztését. 
Említésre méltó, hogy bár Belgium megszenvedte a német megszállást, a király a legyőzött Németországgal kapcsolatban a kompromisszumos béke gondolatát képviselte, s nem értett egyet azzal, hogy egy békediktátummal vessék el a jövendő konfliktusok magvát.  

### A háború utáni prioritásai
A háborút követően Belgium újjáépítésére és Kongó belga gyarmatra összpontosította figyelmét, ahol létrehozta a Virunga Nemzeti Parkot.

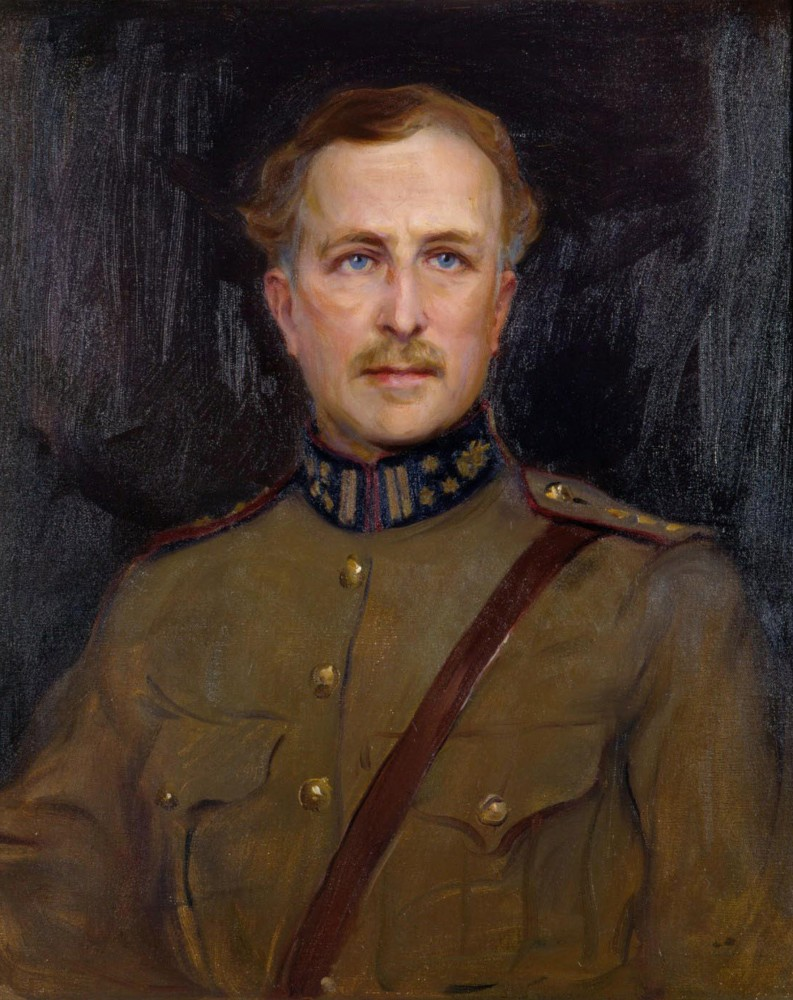
László Fülöp: I. Albert belga király (1934)

### Családi kapcsolatai európai uralkodóházakkal
Albert szoros családi kapcsolatban állt Európa számos uralkodóházával, hiszen nagybátyja, I. Károly Románia királya volt, nagynénje, Stefánia Portugália királynéja volt, unokatestvére osztrák-magyar főherceg, míg apósa bajor herceg volt. 

### Albert és a tudományok
1927. október 1-jén Albert beszédet mondott Seraing városában John Cockerill munkásságával kapcsolatban. A beszédben kifejtette, hogy a belga tudományos élet, az alapkutatások válságban vannak. A megoldás, véleménye szerint, a belga nagyiparosok, bankárok támogatása lenne. A beszéd következményeként a következő évben megalakult a Nemzeti Tudományos Kutatási Alap (Nationaal Fonds voor Wetenschappelijk Onderzoek, NFWO), Emile Francqui elnökségével. Az alap, amelyet például a Solvay-család és Belgium legjelentősebb bankjai támogattak, pénzügyi támogatást biztosított az alap- és alkalmazott kutatásoknak, hogy ezek révén lendületet adjanak a belga gazdaság fejlődésének.
A tudományok növekvő támogatásának másik jelentős kedvezményezettjei a régészeti és néprajzi kutatások voltak. Az 1930-as években Belgiumból számos kutatóexpedíció indult, többek között az 1934-es francia–belga expedíció a Húsvét-szigetre, amelyek két hatalmas szoborral tértek vissza – ezek közül az egyik ma a párizsi Musée de l’Homme, a másik a brüsszeli Királyi Szépművészeti Múzeum gyűjteményében található. 1935-ben belga régészek Szíria területén, Apameia város közelében feltártak egy ókori mozaikot, amely ma szintén a Szépművészeti Múzeumban található.
A II. Lipót által 1897-ben Tervurenben megalapított Kongó-múzeum (1908-tól Belga Kongó-múzeum) 1927-től a támogatások révén jelentősen gyarapította gyűjteményét, és Afrika állatvilágára irányuló kutatások egyik jelentős központja lett. (Az intézmény neve 1960 óta Királyi Közép-Afrika-múzeum).

### Utazások
Albert számos hivatalos látogatást tett uralkodása során. 1919-ben a belga királyok közül elsőként meglátogatta az Amerikai Egyesült Államokat, ahol egy teljes hónapot töltött. Szintén elsőként látogatta meg Belga Kongót, még 1909-ben trónörökös hercegként, majd később, 1928-ban királyként.

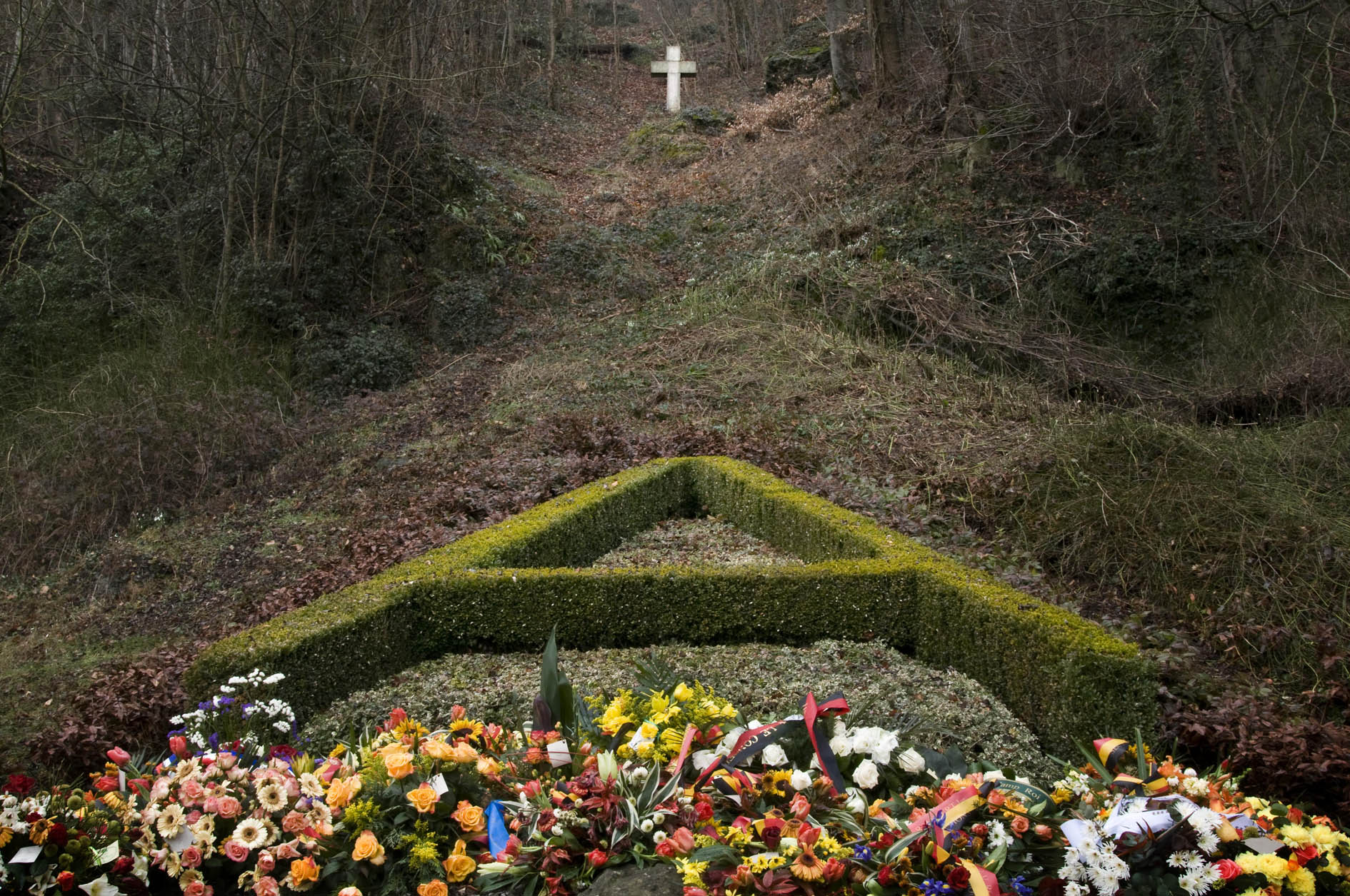
Emlékmű halálának színhelyén

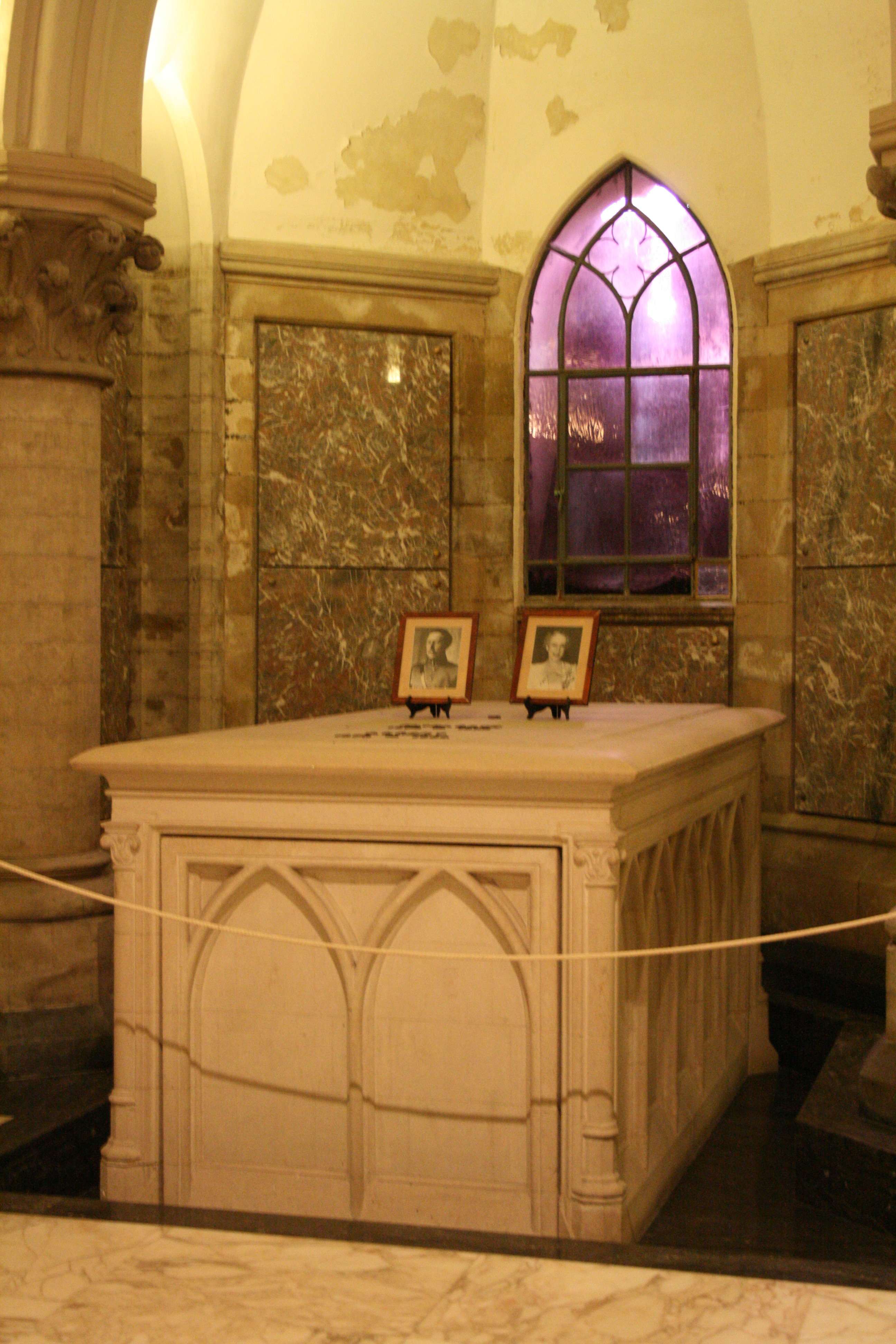
A királyi pár szarkofágja a laekeni királyi kriptában

### Halála
Albert, aki komoly sportember volt, 1934. február 17-én, az első feltételezések és a hivatalos közlemény szerint hegymászóbaleset következtében, az Ardennek hegységben, a Marche-les-Dames közelében emelkedő sziklafalon vesztette életét. Halálának körülményei nem tisztázottak, a balesetnek nem voltak szemtanúi.
Albert képzett sziklamászó volt, ezért sokan nem fogadták el a feltételezést, hogy baleset történt volna. Az elképzelések féltékenységből végrehajtott gyilkosságon át a francia titkosszolgálatok által elkövetett merényletről szóltak, mivel Albert az fontolgatta, hogy felmondja a Franciaországgal kötött katonai szerződést és visszatér Belgium semlegességéhez. Ezek ellenére a legtöbb történész elutasítja azt a feltevést, hogy gyilkosság áldozata lett volna.
A királyi család temetkezőhelyén, a laekeni Miasszonyunk templomának királyi kriptájában helyezték örök nyugalomra. Számos háborús veterán kísérte végső nyugvóhelyére.  
Belgium királyi gyásza címmel a Magyar Világhíradó (Filmhíradó) 1934. évi februári adása is hírt adott a tragédiáról, illetőleg a király temetéséről.
Az inzertszövegen ez volt olvasható:
BELGIUM KIRÁLYI GYÁSZA. I. ALBERT BELGA KIRÁLYT TURISTAKIRÁNDULÁS KÖZBEN HALÁLOS BALESET ÉRTE. OSZTATLAN RÉSZVÉT KÍSÉRTE UTOLSÓ ÚTJÁRA A NÉPSZERŰ URALKODÓT.
Az elhangzó szöveg pedig ekképpen hangzott: Albert király vakmerő turista volt, ki többször megmászta az Alpesek és más hegységek legveszélyesebb pontjait is. Namur közelében meredeken emelkedik ki a Levieu bondieu sziklacsúcs, melynek megmászása közben a király lezuhant és halálra zúzta magát. Egész Európa osztatlan részvéttel kísérte utolsó útjára a népszerű uralkodót.
Albert király 1965-ben elhunyt özvegyét, Erzsébetet férje mellé temették. 
1935-ben a híres belga író, Emile Cammaerts kiadta Albert életrajzát. A könyv nagy sikert aratott.

## Családja és leszármazottai
1900. október 2-án vette feleségül a Wittelsbach-házból származó Erzsébet bajor hercegnőt, akivel egy temetésen találkoztak. 
Erzsébet apja Károly Tivadar bajor herceg (1839–1909) volt, Miksa József bajor herceg és Mária Ludovika Vilma bajor királyi hercegnő 5. gyermeke, a két évvel korábban meggyilkolt Erzsébet császárné és királyné testvéröccse. Édesanyja Maria José portugál infánsnő (Maria José de Bragança, 1857–1943) volt, (I. Mihály portugál király és Adelheid Zsófia löwenstein–wertheim–rosenbergi hercegnő leánya)
A házasságból három gyermek született:
- Lipót Fülöp (Léopold Philippe Charles Albert Meinrad Hubertus Marie Miguel), Brabant hercege, belga királyi herceg, aki apja halála után III. Lipót néven örökölte a trónt. 1901. november 3-án született és 1983. szeptember 25-én halt meg a brüsszeli Woluwe-Saint-Lambert kerületben.

- Károly Tivadar (Charles-Théodore Henri Antoine Meinrad), Flandria grófja, belga királyi herceg. 1903. október 10-én született Brüsszelben. III. Lipót száműzetése alatt Belgium régense volt, 1983. június 1-jén halt meg Oostende városában.

- Mária José (Marie-José Charlotte Sophie Amélie Henriette Gabrielle), belga királyi hercegnő, 1906. augusztus 4-én született Oostende városában és 2001. január 27-én halt meg. 1930. január 8-án Rómában feleségül ment Umberto Nicola Tommaso Giovanni Maria olasz trónörököshöz (1904. szeptember 15. – 1983. március 18.), Piemont hercegéhez. Férjét 1946. május 9-én II. Umbertó néven olasz királlyá kiáltották ki, de egy hónap múlva, a köztársaság kikiáltásakor lemondott, és családjával együtt külföldi száműzetésbe vonult.

## Róla mondták
Vicente Blasco Ibáñez, a jeles spanyol író nevezte el I. Albertet "lovagkirálynak". Úgy nyilatkozott róla, hogy "ő az egész XX. század legnagyobb és legbarátságosabb hőse".
Camille Saint-Saëns, a kiváló francia zeneszerző is a lelkesedés hangján szólt:  
"Nagyon magas, karcsú, elegáns, visszafogott, lágy hangon beszél a belgák királya. Rejtély a nyugalma, a fiatal szuverén, akit eddig diplomataként, tudósként, művészként ismertek, hirtelen a világ csodálkozására és csodálatára, hőssé vált."

## Magyar vonatkozású érdekesség I. Alberttel kapcsolatban
I. Albertről László Fülöp három portrét is készített. 
Mind a három festmény katonaruhában örökíti meg az uralkodót.